# ホータキー朝

ホータキー朝
د هوتکیانو ټولواکمنی (パシュトゥー語)

امپراتوری هوتکیان (ペルシア語)

最盛期のホータキー朝（1722年 – 1729年）

ホータキー朝（ホータキーちょう、パシュトー語: د هوتکيانو ټولواکمني）は、18世紀のアフガニスタンでギルザイ部族連合が興したイスラーム王朝。1709年4月、ギルザイ族の一支族、ホータク族の族長ミール・ワイスがローイ・カンダハールでサファヴィー朝に反旗を翻し成立した。最盛期には、短期間ではあるが現在のアフガニスタン、イラン、パキスタン西部、タジキスタンやトルクメニスタンの一部に跨る広大な土地を支配していた。1738年のカンダハール包囲戦においてフサイン・ホータキーがアフシャール朝のナーディル・シャーに敗北し滅亡。

## 名称
日本語の資料ではミール・ワイスと彼の後継者たちが興した勢力を「ミール・ワイスのカンダハール王国」や、「カンダハールのアフガン系ギルザイ部族が起こした反乱」、「アフガニスタンのカンダハール遊牧民」などと呼称し、特定の名前を与えない場合が多い。『イラン百科事典』においても形式的にサファヴィー朝が存続したことと合わせ、ホータキー朝/ホータク朝（Hotaki dynasty/Hotak dynasty）と言う用語は使用されていない。
ホータキー朝、またはホタクという名称を用いている資料は存在するものの、本記事で使用しているホータキー朝と言う名称は、この勢力を指し示す用語として必ずしも一般的ではないことに注意されたい。

## 歴史
ローイ・カンダハール（アフガニスタン南部の地域）は、16世紀から18世紀初頭までシーア派のイスラーム王朝であるサファヴィー朝最東端の支配域であったが、元々ローイ・カンダハールに居住していたパシュトゥーン人はスンナ派を信仰していた。彼らのすぐ東にはスンナ派のムガル帝国が位置しており、しばしばこの地域でサファヴィー朝と戦闘を繰り広げることがあった。また、同時期には北部地域がブハラ・ハン国の支配下に置かれている。
17世紀後半に差し掛かると、サファヴィー朝は度重なる紛争や宗教対立に見舞われるようになり、次第に衰退の一途を辿るようになった。1704年、サファヴィー朝第9代シャーであるフサインは、属国のカルトリ王国の国王ギオルギ11世（グルギーン・ハーン）を帝国最東端の総督に任命した。フサインは統治力に欠けており、既に国内は混乱しきっていた。ローイ・カンダハールを含むアフガニスタンでも帝国に対する反乱の気運が高まっており、総督ギオルギ11世の任務はこの地域の反乱を鎮圧することであった。この時拘束されたうちの一人は、後にホータキー朝初代首長となるミールワイス・ホータクである。彼は囚人としてイスファハーンの法廷へ送られたが、彼に対する嫌疑はフサインによって免じられたため自由の身でカンダハールに帰還した。
1709年4月、ミールワイスはガズナ朝の流れをくむナーシル氏族の支援を受け、カンダハールでサファヴィー朝に反旗を翻した。叛逆は、郊外の農場でミールワイスが主催した宴会にギオルギ11世とその護衛をおびき寄せ、その場で彼らを殺害したことから始まった。その宴会で振舞われたワインに細工が施されていたとされている。次いで彼はこの地域に残るサファヴィー朝の兵士らの殺害を命じた。その後、彼の軍勢は反乱を鎮圧するためイスファハーンより派遣されたサファヴィー軍を撃破している。なお、サファヴィー側の軍勢はミールワイス側の2倍の規模を誇っていた。
反抗的な都市を征服するためのいくつかの中途半端な試みは失敗している。ペルシア政府はギオルギ11世の甥であるカイホスローを鎮圧のため3万の軍勢とともに派遣したが、最初に成功を収めたにもかかわらず、条件に応じて降伏を申し入れてきたアフガニスタンに対して彼は妥協しない態度をとったため、軍は絶望的な努力を強いられた。結果としてペルシア軍（700人が逃亡）は完全に敗北し、彼らの将軍は死亡した。2年後の1713年、ルスタム率いる別のペルシア軍もまた、ローイ・カンダハール全体を支配した反乱軍に敗北した。—E・G・ブラウン、1924

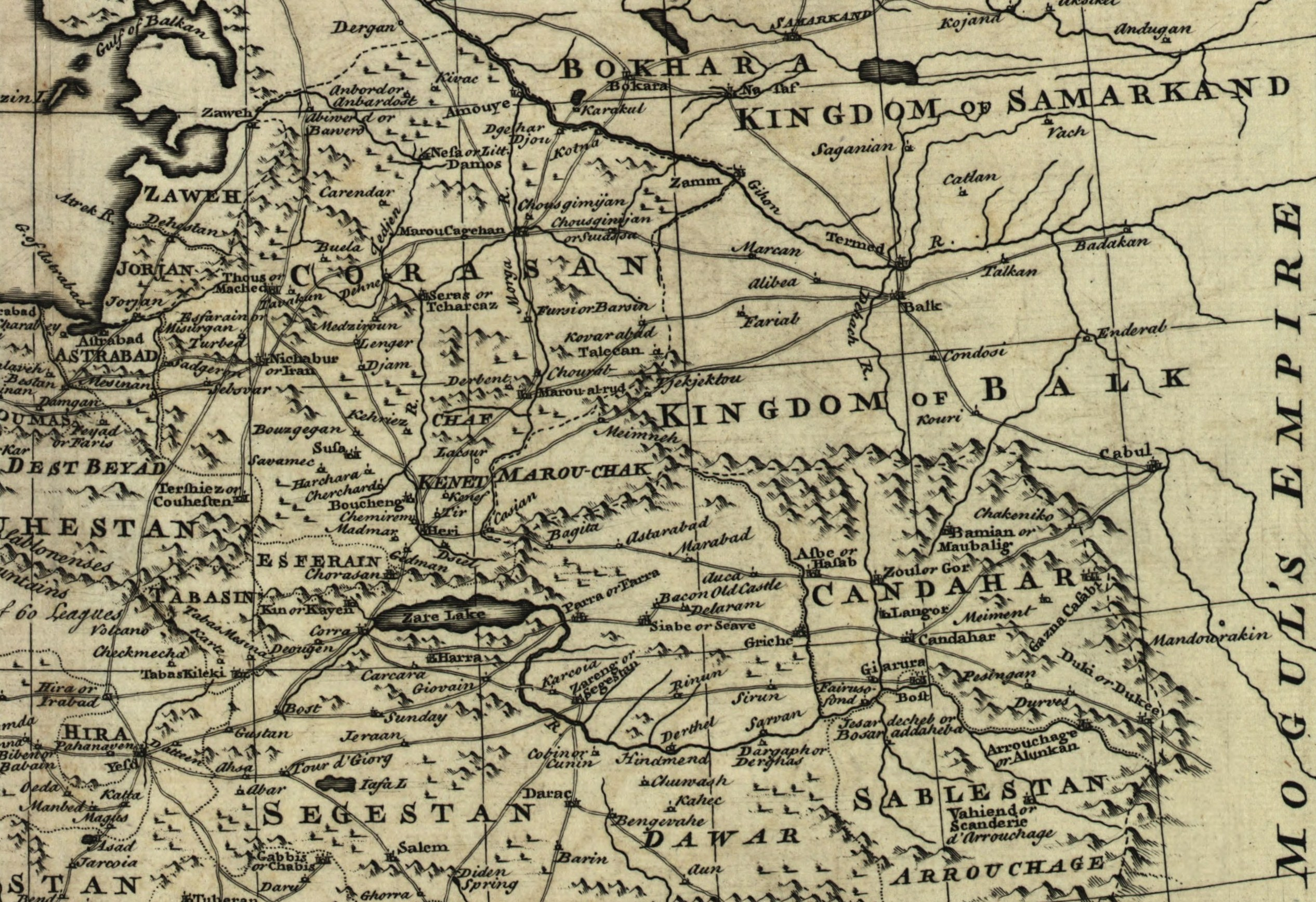
アフシャール朝及びムガル帝国時代のカンダハール

この反乱を機にホータキー朝が成立したが、ミールワイスは王の称号を拒否したため、彼のアフガニスタンの同郷からはカンダハールのヴァキール（摂政）にして国軍の将軍と呼ばれていた。彼が1715年11月に自然死すると、彼の兄弟であるアブドゥルアズィーズ・ホータキーにその地位は引き継がれた。なお、後に彼はミールワイスの息子であるマフムードによって殺害されている。1720年、マフムードはスィースターンの砂漠を越えてケルマーンを占領した。彼の計画は、サファヴィー朝の首都であるイスファハーンを征服することであった。1722年3月8日、グルナバードの戦いでサファヴィー軍を破った彼の軍勢はイスファハーンへ進軍し、6か月にわたってここを包囲、陥落させている。10月23日、フサインは退位し、マフムードを新たなシャーとして承認した。
だが、ペルシア住民の多くは当初からアフガニスタンの反乱軍が政権を簒奪したとの認識を持っていた。1729年までの7年間はホータキー朝が事実上のペルシア支配者であり、アフガニスタンの南部と東部に限っては1738年まで支配下に置いていた。
ホータキー朝は紛争によって成り立った王朝であるため、永続的にその領域を支配するのは困難であり、当初からその統治には苦境と暴力が伴っていた。マフムードはイスファハーンにおいて何千人もの民間人（宗教学者や貴族、サファヴィー家の一族など3000人以上）を虐殺するなど血に塗れた治世を行い、ペルシアでの王朝の影響力は徐々に失われていった。一方でホータキー朝を興したパシュトゥーン人も、1709年に反旗を翻すまではギオルギ11世を始めとするサファヴィー朝の勢力に迫害されている。

### 滅亡
1725年、アシュラフ・ギルザイがマフムードを殺害してその地位を奪った。彼の軍勢は1729年10月にダームガーンでアフシャール族のナーディル・シャー率いるペルシア勢力と衝突したが、ホータキー朝は大敗を喫した。なお、後にアフシャール族はサファヴィー朝に代わってペルシアの覇権を握ることになる。ナーディル・シャーはペルシアからギルザイ部族連合の残党勢力を追放し、ファラーフやカンダハールのドゥッラーニー部族連合から軍勢を募った。軍備を整えたナーディル・シャーはアフマド・シャー・ドゥッラーニーなどを従えてカンダハールに進軍し、1738年にここを占領した。カンダハールの包囲によって権力の座は失われ、約30年に渡ってペルシア一帯を支配したホータキー朝は滅亡した。

## 歴代首長
| 名前                             | 肖像 | 即位日 | 退位日 |
| -------------------------------- | ---- | ------ | ------ |
| ミールワイス・ホータク           |      | 1709年 | 1715年 |
| アブドゥルアズィーズ・ホータキー |      | 1715年 | 1717年 |
| マフムード・ホータキー           |      | 1717年 | 1725年 |
| アシュラフ・ギルザイ             |      | 1725年 | 1729年 |
| フサイン・ホータキー             |      | 1729年 | 1738年 |